# Bożena Aksamit

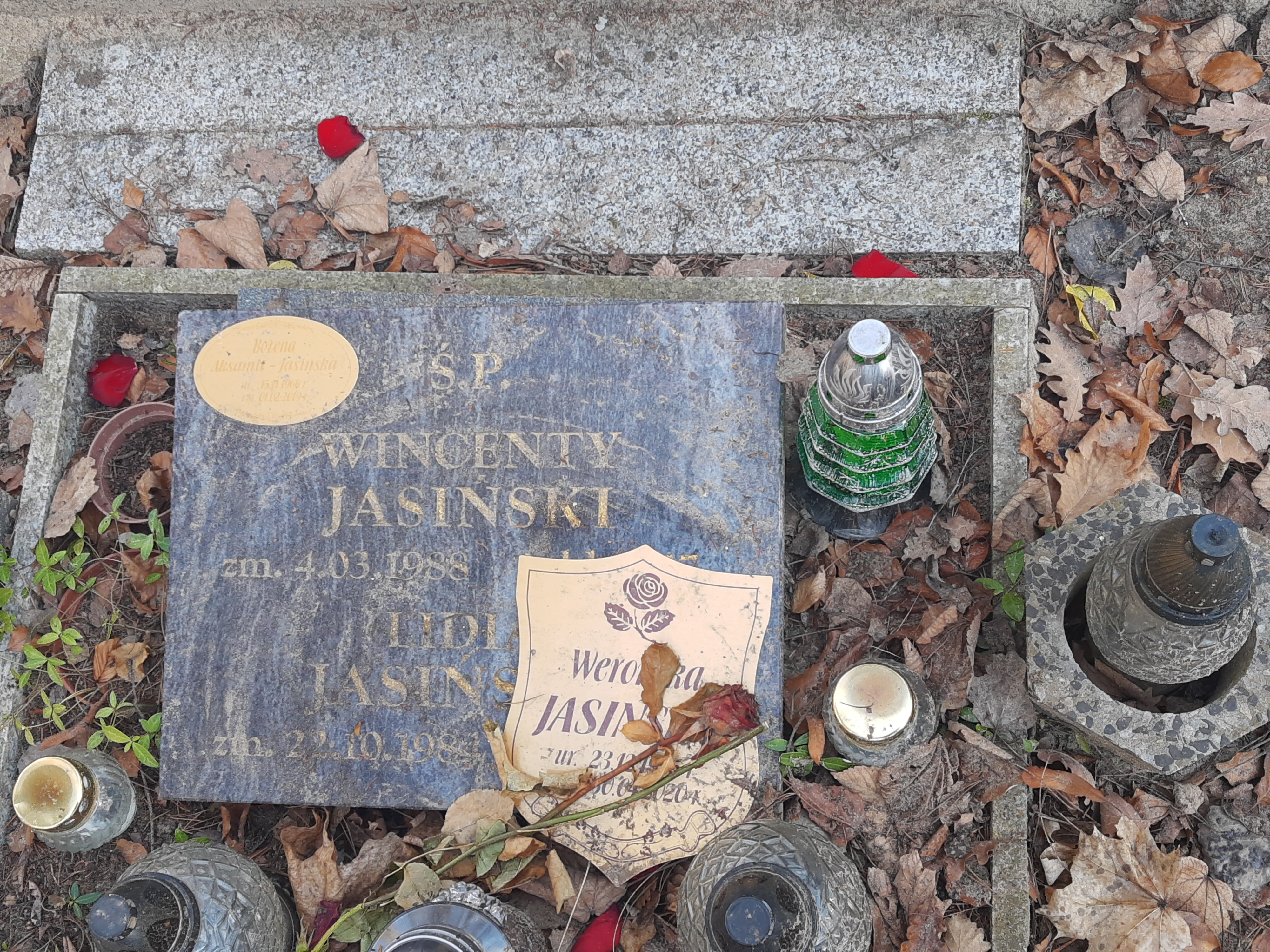
Grób Bożeny Aksamit na cmentarzu komunalnym w Sopocie

Bożena Katarzyna Aksamit-Jasińska (ur. 15 listopada 1966 w Bolesławcu, zm. 1 lutego 2019 w Gdańsku) – polska dziennikarka związana z Gdańskiem, reportażystka, autorka książek, laureatka nagród dziennikarskich. Publikowała głównie w „Gazecie Wyborczej” i „Wysokich Obcasach Extra”.

## Życiorys
Ukończyła studia na kierunku oceanografia fizyczna na Uniwersytecie Gdańskim. Została dziennikarką w oddziale „Gazety Wyborczej” w Gdańsku. Publikowała głównie w „Dużym Formacie”, Magazynie Świątecznym „Gazety Wyborczej”, „Wysokich Obcasach” i „Wysokich Obcasach Extra”.
Opublikowała książki: „Batory. Gwiazdy, skandale i miłość na transatlantyku”, „Zatoka świń” i „Każdy zrobił, co trzeba”.
Duży rozgłos przyniósł jej opublikowany w „Dużym Formacie” reportaż pt. „Sekret Świętej Brygidy. Dlaczego Kościół przez lata pozwalał księdzu Jankowskiemu wykorzystywać dzieci?”, zawierający zarzuty pod adresem ks. prałata Henryka Jankowskiego. Za materiał ten została pośmiertnie uhonorowana nagrodą Grand Press 2019 w kategorii Reportaż prasowy/internetowy.
Była wielokrotnie nagradzana za osiągnięcia dziennikarskie. Nagrodę MediaTor edycji 2016 w kategorii DetonaTOR otrzymała za książkę „Zatoka Świń”. Była nominowana do nagrody Grand Press za wywiad i reportaż.
Wykonywała grafikę komputerową. Była zamężna z Tomaszem Jasińskim i miała córkę Weronikę.
Zmarła na raka 1 lutego 2019. Po świeckiej ceremonii pogrzebowej w Centrum św. Jana w Gdańsku jej prochy zostały pochowane na cmentarzu komunalnym w Sopocie (kwatera R3-7-21).